# اسکاتس ران (ویرجینیای غربی)
اسکاتس ران (به انگلیسی: Scotts Run) یک منطقهٔ مسکونی در ایالات متحده آمریکا است که در شهرستان مونونگالیا، ویرجینیای غربی واقع شده‌است. اسکاتس ران ۲۹۵٫۹۶ متر بالاتر از سطح دریا قرار دارد.